# イシュタル大陸
イシュタル大陸（イシュタルたいりく、英: Ishtar Terra）は、金星の北極の近くに位置する大陸である。
直径5,610km、高さ2000m-3500m、面積はほぼ地球のオーストラリアとアメリカ両者の間、金星の四つ主要な山脈もここに位置する。マクスウェル山脈は大陸の東方の端、ダヌ山脈は南方、アクナ山脈は西方、フレイヤ山脈は南方に位置する、中央のラクシュミー高原に囲まれる。
名前はメソポタミア神話の女神イシュタルに由来する。